# 彭浦区
彭浦区是位於上海浦西歷史上的市轄區。
位於現今的靜安区北部、普陀区西北部及宝山区西南部。区境东接江湾区，南邻闸北区、蒲淞区，西至真如区，北连大场区。面积12.27平方公里。南京國民政府成立前為宝山县彭浦乡，中華民国17年(1928年)設立彭浦區。中華民国27年（1938年）撤销，辖地划归闸北区。